# Сбруєва Аліна Анатоліївна

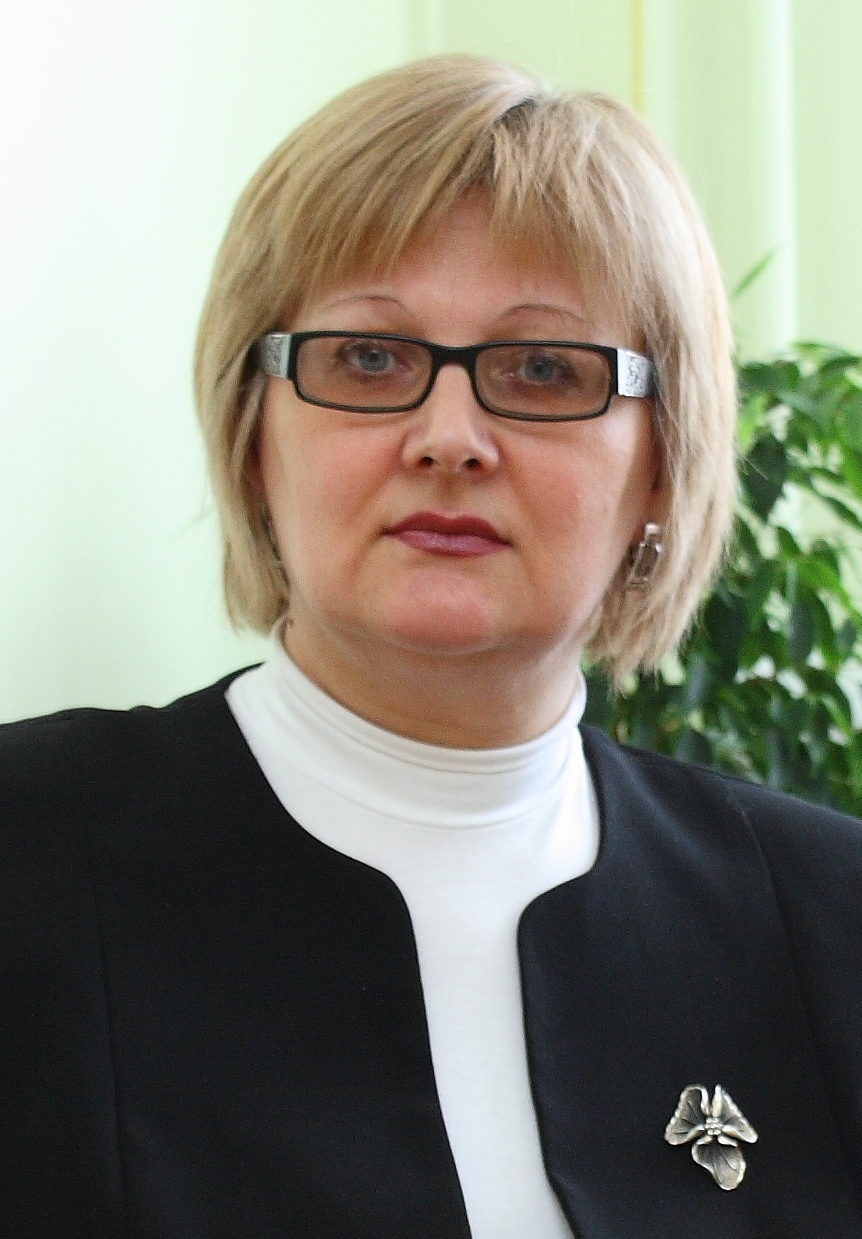
Сбруєва А. А.

Сбруєва Аліна Анатоліївна (нар. 24 вересня  1957 року, с. Загвіздя Івано-Франківського району Івано-Франківської області) – сучасний український педагог. Доктор педагогічних наук (з 2005 р.), професор (з 2006 р.). Відносить себе до наукової школи академіка НАПН України О.В.Сухомлинської. 
Заслужений працівник освіти України (з 2008 р.). Зробила вагомий особистий внесок у розвиток вітчизняної педагогічної науки, теорії освітніх реформ, порівняльно-педагогічного американо- та британознавства, формування вітчизняної наукової школи педагогічної компаративістики, створення посібників для вищої школи з порівняльної педагогіки та історії педагогіки, формування національної професійної громади з педагогічної компаративістики.

## Біографія
Народилася 24 вересня 1957 року у с. Загвіздя Івано-Франківського району Івано-Франківської області в сім'ї учителів. 
Батько – Іванченко Анатолій Васильович (1928-2007 рр.) – доктор педагогічних наук, професор, відомий український педагог, автор фундаментальних наукових праць з проблем формування наукового світогляду учнівської молоді, історії освіти, педагогіки вищої школи.

## Освіта
В 1979 рр. – Аліна Анатоліївна закінчила Житомирський державний педагогічний інститут ім. І.Я. Франка за спеціальністю "учитель англійської та німецької мови". Володіє українською, російською, англійською та німецькою мовами.

## Трудова діяльність
1979 –1981 – вчитель іноземної мови СШ № 19, м. Суми;
1981 –1984 – аспірант Науково-дослідницького інституту загальних проблем виховання АПН СРСР, м. Москва; 
В 1984 році захистила кандидатську дисертацію;   
з 1984 р.–  старший викладач кафедри педагогіки Сумського державного педагогічного інституту імені А. С. Макаренка; 
з 1989 р. – доцент кафедри педагогіки Сумського державного педагогічного університету імені А. С. Макаренка; 
з 1995 р. – завідувач кафедри педагогіки Сумського державного педагогічного університету імені А. С. Макаренка . 
У 2001 – 2004 рр. навчалася в докторантурі Інституту педагогіки НАПН України. В 2005 році захистила докторську дисертацію "Тенденції реформування середньої освіти розвинених англомовних країн в контексті глобалізації (90-ті рр. ХХ − початок ХХІ ст.)"; 
У 2004 – 2009 рр. працювала завідувачем кафедри педагогіки Сумського державного педагогічного університету імені А. С. Макаренка. 
У 2009 - 2016 рр. – проректор з науково-педагогічної (наукової) роботи. Сумського державного педагогічного університету імені А. С. Макаренка. 
З 2016 р. - завідувач кафедри педагогіки Сумського державного педагогічного університету імені А. С. Макаренка. 

## Наукова діяльність
Науковий доробок професора Сбруєвої А.А. складає понад 200 наукових, науково-методичних праць, з-поміж яких 3 одноосібні і 8 колективних монографій,  80 статей у вітчизняних фахових виданнях, 30 статей у міжнародних, закордонних  (польською, англійською мовами) і вітчизняних науковометричних виданнях, 12 посібників для студентів, (8 – з грифом МОН  України). 
Основним напрямом наукових досліджень А.А. Сбруєвої є порівняльна педагогіка: теорія і практика освітніх реформ у розвинених англомовних країнах; теоретичні та змістові засади інтернаціоналізації вищої освіти; організаційні та змістові засади євроінтеграційних процесів у сфері вищої освіти; теорії і технології управління інноваційним розвитком вищої освіти у світі та в європейському регіоні; інноваційні компетентності агентів змін у сфері вищої освіти; інноваційних підходів до управління вищою освітою в суспільстві ризику. 

### Наукова школа
Під керівництвом доктора педагогічних наук, професора А.А. Сбруєвої захищено 12 кандидатських дисертацій з проблем порівняльно-педагогічної глобалістики, американістики та британознавства. Особлива увага приділяється теорії і практиці управління науковою роботою в університетах США; фандрейзинговим і грантрайтинговим технологіям у діяльності університетів; розгляду тенденцій розвитку європейської інтеграції в галузі вищої освіти; розвитку інноваційних шкільних та університетських мереж у розвинених країнах
Кандидати наук наукової школи А.А. Сбруєвої працюють у вищих навчальних закладах та наукових установах України.

## Науково-громадська діяльність
головний редактор журналу «Педагогічні науки: теорія, історія, інноваційні технології», в якому публікуються результати дисертаційних досліджень. Журнал індексується в Index Copernicus Journals Master List; 
голова Спеціалізованої вченої ради Д 55.053.01 із захисту докторських дисертацій за спеціальностями 13.00.01;13.00.02;13.00.04;
член Міжвідомчої ради з координації досліджень у галузі освіти, педагогіки і психології, яка працює в структурі НАПН;  
один з ініціаторів утворення спільноти українських компаративістів; 
керівник науково-дослідної лабораторії університету «Актуальні проблеми порівняльної педагогіки», член  наукової ради університету; 
гарант програми ІІІ-го освітньо-наукового рівня доктора філософії 011 Науки про освіту.

## Основні публікації
Бібліографічний покажчик наукових праць професора Сбруєвої А.А. за 2000 -2016 рр.
Тенденції реформування середньої освіти розвинених англомовних країн в контексті глобалізації (90-ті рр. ХХ − початок ХХІ ст.): Монографія. − Суми: ВАТ "Сумська обласна друкарня". Вид-во "Козацький вал", 2004. − 500 с. 
Порівняльна педагогіка: Навчальний посібник. - 2-ге вид., стер. − Суми: ВТД «Університетська книга», 2004 р. – 320 с.  
Історія педагогіки у схемах, картах, діаграмах: Навчальний посібник. - 2-ге вид.− Суми: СумДПУ, 2015. – 208 с.; 
Інновації у професійно-педагогічній підготовці майбутнього вчителя: методологічні, змістові та методичні аспекти : монографія / за ред. проф. А. А. Сбруєвої. – Суми : Видавництво «МакДен», 2011. – 432 с. 
Управління інноваційним розвитком освіти в умовах суспільства ризику : [монографія]  [за заг. ред. А. А. Сбруєвої]. ‒ Суми: вид-во СумДПУ    
ім. А. С. Макаренка, 2012. – 460 с. 
Змістові інновації у магістерській підготовці соціальних педагогів [колективна монографія] / [за заг. ред. А.А. Сбруєвої та О.М. Полякової]. – Суми : Вид-во СумДПУ ім. А.С. Макаренка, 2013. – 388 с.  
Sbruieva A. Transformation of the Academic Culture of European University in the Context of the Risk Society / Alina Sbruieva // Studia Pedagogiczne. Problemy społeczne, edukacyjne i artystyczne. Wydawnictwo Uniwersytetu Jana Kochanowskiego, Kielce,  2014. - T. 24. -  S. 217- 230. 
Теоретичні та методичні засади магістерської підготовки викладача вищої школи: монографія / за заг. ред. проф. А.А.Сбруєвої , проф. О.Г.Козлової. – Суми: Вид-во СумДПУ ім. А.С.Макаренка, 2014. – 420 с. 
Інноваційний менеджмент у вищій освіті : навч. посібник. За заг. ред. А.А. Сбруєвої. – Суми : Вид-во СумДПУ імені А.С. Макаренка, 2014. – 216 с.
Sbruieva A. Трансформація університету в контексті створення Європейського простору вищої освіти / Alina Sbruieva// Zagrożone człowieczeństwo. Tom III. Od źródeł zagrożeń i patologii do profilaktyki i wsparcia. Pod redakcją naukową Andrzeja Olubińskiego i Moniki Suskiej-Kuźmickiej. – Krakyw: Impuls, 2015. – S. 61-78.
Теорії та технології інноваційного розвитку вищої освіти: глобальний і регіональний контексти [колективна монографія] / [за заг. ред. А.А. Сбруєвої]. – Суми : Вид-во СумДПУ ім. А.С. Макаренка, 2015 – 486 с.   

## Нагороди
Почесна грамота Кабінету міністрів України (2004), нагрудний знак «Відмінник освіти» (2005.), 
Заслужений працівник освіти України (2008 р.).